# 森特維爾 (喬治亞州塔爾博特縣)
森特維爾（英語：Centerville）是位於美國喬治亞州塔爾博特縣的一個非建制地區。該地的面積和人口皆未知。

## 地理
森特維爾的座標為32°41′41″N 84°27′20″W / 32.69472°N 84.45556°W，而該地的平均海拔高度為180米（即591英尺）。